# عملاق رودس
عملاق رودس أو أبولو رودس أو هليوس رودس أو تمثال رودس يقع في مدخل من ميناء الجزيرة الخاصّة بالبحر الأبيض المتوسّط من رودس في اليونان. كان هليوس رودس من أشهر التماثيل الضخمة القديمة، وقد حطمه زلزال رودس عام 226 ق.م [الإنجليزية] وكان هذا التمثال مصنوعاً من البرونز المقوى بالحديد .
صُنع هذا التمثال البرونزي الضخم لإله الشمس هليوس، والذي نصب مطلا على المرفأ، من قبل المثال كارس (Chares) في نهاية القرن الرابع قبل الميلاد، ظل التمثال منتصبا في مكانه 200 سنة قبل أن يسقط بفعل الزلزال، وبقي مطروحاً هناك حتى عام 654م عندما استولى عليه تجار الخردوات المعدنية ونقلوه على ظهر الجمال إلى سوريا.

## تاريخ
على الجزيرة الصّغيرة لرودس كانت هناك ثلاثة مدن: إياليسوس، كاميروس وليندوس. في 408 قبل الميلاد، اتّحدت المدن لتشكيل أرض واحدة، ذات عاصمة موحّدة. ازدهرت المدينة تجاريًّا وكان لديها روابط اقتصاديّة قويّة مع حليفهم الرّئيسيّ، سوتر بطليموس الأول من مصر. وفي حوالي 305 قبل الميلاد حاصر الأنتيجونيدز المقدونيين اللذين كانوا منافسون للبطالمة، رودس في محاولة لكسر التحالف (رودو-إجيبتايان). ولكن لم يتمكنوا من اختراق المدينة أبدًا؛ واضطروا في النهاية لرفع الحصار، وتركوا خلفهم ثروة من المعدّات العسكريّة. للاحتفال بوحدتهم، وقام الروديانز ببيع هذه الغنائم وشيدوا تمثال ضخم لإله شمسهم، هليوس.
أخذ بناء التّمثال الضّخم 12 سنةً وأُنْهِيَ في 282 قبل الميلاد. لسنوات، وقع التّمثال في مدخل الميناء، حتّى ضرب زلزال قويّ رودس حوالي 226 قبل الميلاد. المدينة أُتْلِفَتْ على نحو سيّئ، والتّمثال الضّخم كُسِرَ في أضعف نقطته - - ال الرّكبة. تلقّى روديانز عرضًا فوريًّا من بطليموس يورجيتيز مصر ثالث للتّغطية كلّ تكاليف الإعادة للأثر المقلوب. لكنّ، وسيط الوحي اُسْتُشِيرَ ومنع إعادة الانتصاب. عرض بطليموس رُفِضَ.
لتقريبًا ألفيّة، التّمثال وقع معطّلاً محطّم. في الإعلان 654، العرب غزوا رودس. فكّوا بقايا العملاق المعطّل وباعوهم ليهوديّ من سوريا. هو قِيلَ أن كان يجب على القطع أن تُنْقَل إلى سوريا على ظهور ال900 الجمال.

## وصف
لمدّة طويلة اُعْتُقِدَ أن العملاق وقف أمام ميناء ماندراكي، أحد الكثير في ال مدينة رودس التي تركب مدخلها. على اعتبار ارتفاع التّمثال والعرض من مصبّ الميناء، هذه الصّورة مستحيلة إلى حدّ ما من مستبعد. علاوة على ذلك، كان يمكن أن يسدّ العملاق مدخل الميناء. تقترح الدّراسات الحديثة أنه كان شيّد إمّا على النّتوء الشّرقيّ لميناء ماندراكي، أو أكثر نحو الدّاخل. بأيّة حال، لم يركب مدخل الميناء أبدًا.
المشروع كُلِّفَ من قبل تشاريز نحّات رودايان لليندوس. للبناء ال التّمثال، عمّاله صبّوا أدوار الجلد البرونزيّة الخارجيّة. القاعدة عُمِلَتْ للرّخام الأبيض، والأقدام وكاحل التّمثال كانت أولى مثبّت. الهيكل شُيِّدَ تدريجيًّا بينما حُصِّنَ الشّكل البرونزيّ بحديد وهيكل حجر. للوصول إلى المستوى الرّفيع الأجزاء، طريق أرض بُنِيَ حول التّمثال وأُزِيلَ فيما بعد. متى العملاق كان منهاة، سند حوالي 33 مترًا ( 110 قدمًا ) زيادة. وعندما سقط، ناس قليلة تستطيع اجعل أذرعهم تتقابل حول الإبهام، كتب بليني.
بالرّغم من أننا لا نعرف الشّكل والمظهر الحقيقيّين للتّمثال الضّخم، إعادات البناء الحديثة بالتّمثال الوقوع العارضة أدقّ من لوحات أقدم. بالرّغم من أنه اختفى من الوجود، العالم القديم يتساءل فنّانون حديثون ملهمون مثل أوجست بارثولدي نحّات فرنسيّ معروف بعمله المشهور: تمثال الحرّيّة.

## عجائب الدنيا السبع
يتردد كثيرا الحديث عن عجائب الدنيا السبع، وهي عبارة عن وصف وتحديد سبعة أعمال فنية معمارية قديمة اختارها فيلسوف يوناني قديم يدعى فيلون وقام بوضعها في كتاب باللغة اليونانية تمت ترجمته بعد ذلك إلى اللغة اللاتينية.

## تمثال عملاق رودس
عملاق رودس يعد أحد تلك العجائب القديمة، ولم يتبق له أي أثر. وتعود قصة بناء التمثال إلى عام 304 ق.م.، عندما ارتبط روديان حاكم جزيرة رودس اليونانية في ذلك الوقت بعلاقات تجارية واقتصادية قوية مع بطليموس الأول سوتر حاكم مصر، مما أوغر صدر حاكم مملكة مقدونيا القديمة أنتيجونيدز الذي لم يرق له هذا التحالف فقرر محاصرة الجزيرة بغرض دخولها والاستيلاء عليها، إلا أن محاولاته باءت بالفشل فرفع الحصار. وعاد إلى بلاده تاركا خلفه ثروة من المعدات العسكرية والحربية التي قام روديانز بعد ذلك بجمعها وبيعها، وقرر استخدام المال في بناء تمثال ضخم لإله الشمس هليوس الذي كانوا يعبدونه.
قام النحات اليوناني القديم كارس تشاريز بنحت التمثال العملاق. تم صنع قاعدة كبيرة من الرخام الأبيض لوضع هيكل التمثال عليها كما تم تثبيت الأقدام والكاحل أولا ثم بقية أجزاء التمثال، وقام العمال بصب السائل البرونزي فوق الهيكل الحجري الذي صنعه النحات.
استغرق بناء التمثال حوالي 12 عاما وظل منتصبا في شموخ على مدخل الجزيرة لما يقرب من 200 عام حتى هدم بفعل زلزال مدمر ضرب الجزيرة.